# Hassela socken
Hassela socken i Hälsingland ingår sedan 1974 i Nordanstigs kommun och motsvarar från 2016 Hassela distrikt.
Socknens areal är 459,30 kvadratkilometer, varav 438,80 land. År 2000 fanns här 1 029 invånare. Tätorten och kyrkbyn Hassela med sockenkyrkan Hassela kyrka ligger i socknen. 

## Administrativ historik
Hassela socken har medeltida ursprung. 
Vid kommunreformen 1862 övergick socknens ansvar för de kyrkliga frågorna till Hassela församling och för de borgerliga frågorna bildades Hassela landskommun. Landskommunen uppgick 1974 i Nordanstigs kommun. Församlingen uppgick 2014 i Bergsjö församling.
1 januari 2016 inrättades distriktet Hassela, med samma omfattning som församlingen hade 1999/2000.
Socknen har tillhört fögderier, tingslag och domsagor enligt vad som beskrivs i artikeln Hälsingland. De indelta soldaterna tillhörde Hälsinge regemente, Forsa kompani.

## Geografi
Hassela socken ligger i nordligaste Hälsinglands inland kring Hasselasjön i sydost. Socknen har viss dalbygd vid sjön och är i övrigt en höglänt bergig skogsbygd som i Synhällan i sydväst når 555 meter över havet.
Dialekten som talas här kallas för Hasselamål.

### Byar
| Berge - Bäckaräng - Fagernäs - Hångberg - Kölsjön - Gräsåsen - Kallbäck - Korpåsen - Kyrkbyn - Malungen - Mörtsjön - Nordanbro - Norrbäck - Skansfors - Styggberg - Sänningstjärn - Vrångtjärn - Ässjö - Ölsjön |

### Sevärdheter
- Ersk-Mats-gården - finskt självhushåll från 1770-talet
- Hagåsen - naturreservat
- Hassela Sport och Konferens - vintersportsanläggning för slalom och längdskidåkning
- Korset på Svartberget. 30 m högt i limträ, Sveriges högsta
- Hasselastämman - spelmansstämma
- Luråstornet - Gammalt brandtorn

## Fornlämningar
Från järnåldern finns ett gravfält med sju gravhögar och i skogen har man påträffat ett 40-tal fångstgropar.

## Namnet
Namnet (1531 Hassale) kommer troligen från den gamla kyrkbyn. Namnet är svårförklarat men tros hänga samman med hassel, kanske med sockennamnet övertaget från ett äldre namn på Hasselasjön.

## Befolkningsutveckling
| Befolkningsutvecklingen i Hassela socken 1750–1990                                                       | Befolkningsutvecklingen i Hassela socken 1750–1990 | Befolkningsutvecklingen i Hassela socken 1750–1990 | Befolkningsutvecklingen i Hassela socken 1750–1990 | Befolkningsutvecklingen i Hassela socken 1750–1990 |
| --- | -------------------------------------------------- | -------------------------------------------------- | -------------------------------------------------- | -------------------------------------------------- |
| |                                                    |                                                    |                                                    |                                                    |
| År |                                                    |                                                    | Folkmängd                                          |                                                    |
| 1750 | 1750                                               |                                                    | 307                                                |                                                    |
| 1760 | 1760                                               |                                                    | 414                                                |                                                    |
| 1769 | 1769                                               |                                                    | 474                                                |                                                    |
| 1780 | 1780                                               |                                                    | 589                                                |                                                    |
| 1790 | 1790                                               |                                                    | 703                                                |                                                    |
| 1800 | 1800                                               |                                                    | 928                                                |                                                    |
| 1810 | 1810                                               |                                                    | 1 065                                              |                                                    |
| 1820 | 1820                                               |                                                    | 1 182                                              |                                                    |
| 1830 | 1830                                               |                                                    | 1 378                                              |                                                    |
| 1840 | 1840                                               |                                                    | 1 567                                              |                                                    |
| 1850 | 1850                                               |                                                    | 1 697                                              |                                                    |
| 1860 | 1860                                               |                                                    | 1 955                                              |                                                    |
| 1870 | 1870                                               |                                                    | 1 934                                              |                                                    |
| 1880 | 1880                                               |                                                    | 2 291                                              |                                                    |
| 1890 | 1890                                               |                                                    | 2 447                                              |                                                    |
| 1900 | 1900                                               |                                                    | 2 177                                              |                                                    |
| 1910 | 1910                                               |                                                    | 2 170                                              |                                                    |
| 1920 | 1920                                               |                                                    | 2 232                                              |                                                    |
| 1930 | 1930                                               |                                                    | 2 206                                              |                                                    |
| 1940 | 1940                                               |                                                    | 2 220                                              |                                                    |
| 1950 | 1950                                               |                                                    | 2 056                                              |                                                    |
| 1960 | 1960                                               |                                                    | 1 884                                              |                                                    |
| 1970 | 1970                                               |                                                    | 1 559                                              |                                                    |
| 1980 | 1980                                               |                                                    | 1 324                                              |                                                    |
| 1990 | 1990                                               |                                                    | 1 228                                              |                                                    |
| Anm: Källor: Umeå universitet - Tabellverket 1749-1859, Demografiska databasen, CEDAR, Umeå universitet. |                                                    |                                                    |                                                    |                                                    |

## Kända personer från bygden
- Olof Bergström (predikant) instiftade IOGT i Sverige och grundade staden Gothenburg i Nebraska, USA
- Arthur Engberg, före detta ecklesiastikminister för Socialdemokraterna.
- Jon-Erik Hall, storspelman som levde större delen av sitt liv i Hassela
- Eric Norelius
- Hunden Pajo, Hälleforshundens stamfader
- Karl Arne Westerberg, Hasselakollektivets grundare